# Animales sin collar
Animales sin collar es la ópera prima del director español Jota Linares y que se estrenó el 19 de octubre de 2018 en España. Cuenta en su reparto con Natalia de Molina y Daniel Grao como protagonistas. El teaser tráiler fue estrenado en exclusiva por El Español el 8 de febrero de 2018. Es una especie de transferencia de la obra de Henrik Ibsen, Casa de muñecas a un entorno andaluz contemporáneo.

## Argumento
En Andalucía, Abel (Daniel Grao) es un político entregado a la lucha por los más desfavorecidos que acaba de hacer historia. Por su parte su mujer, Nora (Natalia de Molina), es guardiana de un secreto que puede cambiarlo todo. La promesa de una nueva vida para ambos se ve truncada por la aparición de Víctor, un alto cargo caído en desgracia, y de dos antiguos amigos, Virginia (Natalia Mateo) y Félix (Borja Luna), amistades de una época que prefieren olvidar.

## Producción y rodaje
El rodaje se ha llevado a cabo durante seis semanas en Sevilla. El largometraje cuenta con la producción de La Canica Films (productora de Tarde para la ira y que apostaba de nuevo por un director novel) junto a ellos coproducen Palomar SPA y Animales sin collar AIE; participan también Netflix, Movistar+ y Film Factory.

## Reparto
- Natalia de Molina como Nora.
- Daniel Grao como Abel.
- Natalia Mateo como Virginia.
- Borja Luna como Félix.
- Mariana Cordero como la madre de Víctor
- Ignacio Mateos como Víctor.
- Mario Tardón como Martín.
- Beatriz Arjona como Rosa.
- Marcos Ruiz como Carlos.